# Sci di fondo ai XXIV Giochi olimpici invernali - Sprint a squadre femminile
La gara di sprint a squadre femminile di sci di fondo dei XXIV Giochi olimpici invernali di Pechino si è svolta il 16 febbraio 2022 presso il Kuyangshu Nordic Center and Biathlon Center.

## Risultati

### Semifinali
Semifinale 1
| Pos. | N. | Nazione     | Atlete                                  | Tempo    | Note     |
| ---- | -- | ----------- | --------------------------------------- | -------- | -------- |
| 1    | 4  | Germania    | Katharina Hennig Victoria Carl          | 23'02"08 | Q        |
| 2    | 1  | Stati Uniti | Rosie Brennan Jessica Diggins           | 23'06"11 | Q        |
| 3    | 5  | Austria     | Teresa Stadlober Lisa Unterweger        | 23'08"34 | Q        |
| 4    | 2  | Svizzera    | Laurien van der Graaff Nadine Fähndrich | 23'30"86 | Q        |
| 5    | 7  | Cina        | Chi Chunxue Li Xin                      | 23'43"93 |          |
| 6    | 6  | Canada      | Katherine Stewart-Jones Dahria Beatty   | 24'03"72 |          |
| 7    | 3  | Slovenia    | Eva Urevc Anamarija Lampič              | 24'10"14 |          |
| 8    | 11 | Australia   | Jessica Yeaton Casey Wright             | 25'13"42 |          |
| 9    | 8  | Ucraina     | Yuliya Krol Maryna Antsybor             | 25'46"04 |          |
| 10   | 10 | Croazia     | Tena Hadžić Vedrana Malec               | 26'29"23 |          |
| 11   | 13 | Lettonia    | Kitija Auziņa Estere Volfa              | 26'46"26 |          |
| 12   | 12 | Turchia     | Ayşenur Duman Özlem Ceren Dursun        | Doppiate | Doppiate |
|      | 9  | Bielorussia | Nastassja Kirylava Hanna Karaliova      | DNS      | DNS      |

Semifinale 2
| Pos. |    | Nazione       | Atlete                                  | Tempo    | Note     |
| ---- | -- | ------------- | --------------------------------------- | -------- | -------- |
| 1    | 14 | ROC           | Julija Belorukova Natal'ja Neprjaeva    | 23'00"47 | Q        |
| 2    | 16 | Finlandia     | Kerttu Niskanen Krista Pärmäkoski       | 23'00"82 | Q        |
| 3    | 15 | Svezia        | Maja Dahlqvist Jonna Sundling           | 23'01"40 | Q        |
| 4    | 17 | Norvegia      | Tiril Udnes Weng Maiken Caspersen Falla | 23'05"06 | Q        |
| 5    | 21 | Francia       | Mélissa Gal Léna Quintin                | 23'26"28 | LL       |
| 6    | 20 | Polonia       | Izabela Marcisz Monika Skinder          | 23'32"34 | LL       |
| 7    | 19 | Italia        | Caterina Ganz Lucia Scardoni            | 23'47"06 |          |
| 8    | 18 | Rep. Ceca     | Kateřina Janatová Petra Hynčicová       | 23'55"59 |          |
| 9    | 23 | Estonia       | Mariel Merlii Pulles Keidy Kaasiku      | 24'47"51 |          |
| 10   | 22 | Kazakistan    | Nadezhda Stepashkina Kseniya Shalygina  | 24'57"59 |          |
| 11   | 24 | Corea del Sud | Han Da-som Lee Eui-jin                  | 26'55"52 |          |
| 12   | 26 | Brasile       | Jaqueline Mourão Eduarda Ribera         | Doppiate | Doppiate |
| 13   | 25 | Grecia        | María Ntánou Nefeli Tita                | Doppiate | Doppiate |
| 14   | 27 | Lituania      | Eglė Savickaitė Ieva Dainytė            | Doppiate | Doppiate |

## Finale
| Pos.    | N. | Nazione     | Atlete                                  | Tempo    | Distacco |
| ------- | -- | ----------- | --------------------------------------- | -------- | -------- |
| Oro     | 4  | Germania    | Katharina Hennig Victoria Carl          | 22'09"85 |          |
| Argento | 15 | Svezia      | Maja Dahlqvist Jonna Sundling           | 22'10"02 | +0"17    |
| Bronzo  | 14 | ROC         | Julija Belorukova Natal'ja Neprjaeva    | 22'10"56 | +0"71    |
| 4       | 16 | Finlandia   | Kerttu Niskanen Krista Pärmäkoski       | 22'13"71 | +3"86    |
| 5       | 1  | Stati Uniti | Rosie Brennan Jessica Diggins           | 22'22"78 | +12"93   |
| 6       | 5  | Austria     | Teresa Stadlober Lisa Unterweger        | 22'55"25 | +45"40   |
| 7       | 2  | Svizzera    | Laurien van der Graaff Nadine Fähndrich | 23'02"09 | +52"24   |
| 8       | 17 | Norvegia    | Tiril Udnes Weng Maiken Caspersen Falla | 23'15"28 | +1'05"43 |
| 9       | 20 | Polonia     | Izabela Marcisz Monika Skinder          | 23'48"01 | +1'38"16 |
| 10      | 21 | Francia     | Mélissa Gal Léna Quintin                | 24'04"92 | +1'55"07 |